# Гуам на летних Олимпийских играх 1988
Гуам принимал участие в Летних Олимпийских играх 1988 года в Сеуле (Корея) в первый раз за свою историю, но не завоевал ни одной медали. Сборную страны представляли 19 спортсменов (в том числе — 5 женщин), принимавших участие в состязаниях по боксу, вольной борьбе, дзюдо, лёгкой атлетике, парусному спорту, плаванию и тяжёлой атлетике.

## Бокс
Спортсменов — 1
| Спортсмен           | Категория | 1/32 финала          | 1/16 финала              | 1/8 финала           | 1/4 финала           | Полуфинал            | Финал                |
| Спортсмен           | Категория | Соперник и результат | Соперник и результат     | Соперник и результат | Соперник и результат | Соперник и результат | Соперник и результат |
| ------------------- | --------- | -------------------- | ------------------------ | -------------------- | -------------------- | -------------------- | -------------------- |
| Эдуардо де ла Пенья | 60 кг     | -                    | Эмиль Чупренский Пор RSC | Не прошёл            | Не прошёл            | Не прошёл            | Не прошёл            |

## Борьба
Спортсменов — 1
Вольный стиль
| Спортсмен    | Категория | 1 раунд                 | 2 раунд                | 3 раунд              | 4 раунд              | 5 раунд              | 6 раунд              | 7 раунд              | Финалы               |
| Спортсмен    | Категория | Соперник и результат    | Соперник и результат   | Соперник и результат | Соперник и результат | Соперник и результат | Соперник и результат | Соперник и результат | Соперник и результат |
| ------------ | --------- | ----------------------- | ---------------------- | -------------------- | -------------------- | -------------------- | -------------------- | -------------------- | -------------------- |
| Рьёбен Такер | 90 кг     | Цевегийн Давчин Пор 0:4 | Хуберт Бинделс Пор 0:4 | Не прошёл            | Не прошёл            | Не прошёл            | Не прошёл            | Не прошёл            | Не прошёл            |

## Дзюдо
Спортсменов — 3
| Спортсмен       | Категория   | 1/32                    | 1/16                      | 1/8                  | 1/4                  | 1/2                  | 1-й доп. раунд       | Утешит. четвертьфинал | Утешит. полуфинал    | За 3 место           | Финал                |
| Спортсмен       | Категория   | Соперник Результат      | Соперник Результат        | Соперник Результат   | Соперник Результат   | Соперник Результат   | Соперник Результат   | Соперник Результат    | Соперник Результат   | Соперник Результат   | Соперник Результат   |
| --------------- | ----------- | ----------------------- | ------------------------- | -------------------- | -------------------- | -------------------- | -------------------- | --------------------- | -------------------- | -------------------- | -------------------- |
| Деррик Андерсон | До 65 кг    | Клаудио Яфусо пор иппон | Закончил выступление      | Закончил выступление | Закончил выступление | Закончил выступление | Закончил выступление | Закончил выступление  | Закончил выступление | Закончил выступление | Закончил выступление |
| Мариано Акуино  | До 78 кг    | -                       | Хишам Эль Шараф пор иппон | Закончил выступление | Закончил выступление | Закончил выступление | Закончил выступление | Закончил выступление  | Закончил выступление | Закончил выступление | Закончил выступление |
| Рикардо Бласс   | Свыше 95 кг |                         | Стивен Коэн пор вазаари   | Закончил выступление | Закончил выступление | Закончил выступление | Закончил выступление | Закончил выступление  | Закончил выступление | Закончил выступление | Закончил выступление |

## Лёгкая атлетика
Спортсменов — 6
Мужчины
| Фрэд Шуманн     | Марафон | 2:49.52 | 86 |
| Джеймс Уолкер   | Марафон | 2:56.32 | 90 |
| Рикардо Тайтано | Марафон | 3:03.19 | 94 |

Женщины
| Джулие Огборн   | Марафон | 3:06.05 | 59 |
| Лурдес Клитцки  | Марафон | 3:25.32 | 63 |
| Мариана Исраэль | Марафон | 3:42.23 | 64 |

## Парусный спорт
Спортсменов — 2
Мужчины
| Класс          | Спортсмен    | Гонка | Гонка  | Гонка | Гонка | Гонка | Гонка | Гонка | Результат | Место |
| Класс          | Спортсмен    | 1     | 2      | 3     | 4     | 5     | 6     | 7     | Результат | Место |
| -------------- | ------------ | ----- | ------ | ----- | ----- | ----- | ----- | ----- | --------- | ----- |
| Финн           | Гэри Гриффин | 29    | 31     | 28    | 29    | н.ф.  | 27    | 23    | 203       | 32    |
| Парусная доска | Ян Ириарте   | 34    | дискв. | 37    | 38    | н.ф.  | 40    | 31    | 262       | 41    |

## Плавание
Спортсменов — 4
Мужчины
| Спортсмен        | Вид                        | Заплыв    | Заплыв | Полуфинал | Полуфинал | Финал     | Финал     |
| Спортсмен        | Вид                        | Результат | Место  | Результат | Место     | Результат |           |
| ---------------- | -------------------------- | --------- | ------ | --------- | --------- | --------- | --------- |
| Джонатан Сакович | 100 м вольный стиль        | 54,24     | 53     | Не прошёл | Не прошёл | Не прошёл | Не прошёл |
| Джонатан Сакович | 200 м вольный стиль        | 1.57,72   | 49     | Не прошёл | Не прошёл | Не прошёл | Не прошёл |
| Джонатан Сакович | 400 м вольный стиль        | 4.06,89   | 41     | Не прошёл | Не прошёл | Не прошёл | Не прошёл |
| Джонатан Сакович | 1500 м вольный стиль       | 16.26,77  | 31     | Не прошёл | Не прошёл | Не прошёл | Не прошёл |
| Джонатан Сакович | 200 м комплексное плавание | 2.16,70   | 45     | Не прошёл | Не прошёл | Не прошёл | Не прошёл |
| Джонатан Сакович | 400 м комплексное плавание | 4.44,78   | 29     | Не прошёл | Не прошёл | Не прошёл | Не прошёл |
| Патрик Сагиси    | 100 м на спине             | 1.01,86   | 41     | Не прошёл | Не прошёл | Не прошёл | Не прошёл |
| Патрик Сагиси    | 200 м на спине             | 2.15,82   | 36     | Не прошёл | Не прошёл | Не прошёл | Не прошёл |

Женщины
| Спортсмен         | Вид                 | Заплыв    | Заплыв | Полуфинал | Полуфинал | Финал     | Финал     |
| Спортсмен         | Вид                 | Результат | Место  | Результат | Место     | Результат |           |
| ----------------- | ------------------- | --------- | ------ | --------- | --------- | --------- | --------- |
| Вероника Каммингс | 50 м вольный стиль  | 28,94     | 43     | Не прошла | Не прошла | Не прошла | Не прошла |
| Вероника Каммингс | 100 м вольный стиль | 1.02,63   | 50     | Не прошла | Не прошла | Не прошла | Не прошла |
| Барбара Гэйл      | 100 м баттерфляй    | 1.12,84   | 40     | Не прошла | Не прошла | Не прошла | Не прошла |

## Тяжёлая атлетика
Спортсменов — 2
| Спортсмен     | Категория | Масса  | Рывок | Рывок | Рывок | Толчок | Толчок | Толчок | Всего | Место |
| Спортсмен     | Категория | Масса  | 1     | 2     | 3     | 1      | 2      | 3      | Всего | Место |
| ------------- | --------- | ------ | ----- | ----- | ----- | ------ | ------ | ------ | ----- | ----- |
| Пит Фежеран   | 67,5 кг   | 67,40  | 82.5  | 87.5  | 87.5  | 105    | 110    | 115    | 192,5 | 22    |
| Милан Чукович | 110 кг    | 109,35 | 95    | -     | -     | 120    | 125    | 127.5  | 220   | 17    |